# Ashley Montagu
Montague Francis Ashley-Montagu  (né Israel Ehrenberg le 28 juin 1905 à Londres et décédé le 26 novembre 1999 à Princeton dans le New Jersey) est un anthropologue, antiraciste, féministe et humaniste anglais.

## Biographie
Il a travaillé à partir de l'hypothèse d'une néoténie humaine. Son livre Growing young, qui y est consacré, a été grandement salué par Stephen Jay Gould.

Il s'est attaqué à la pratique de la circoncision.

Le scénario du film Elephant Man de David Lynch est écrit en partie d'après son livre The Elephant Man, a Study in Human Dignity.

## Publications

### En français
- La peau et le toucher, un premier langage
- L’hérédité
- La vie avant la naissance
- La supériorité naturelle de la femme

### En anglais
- (en) Ashley Montague, Life before birth, New York, New American Library, 1977 (1re éd. 1964) (ISBN 978-0-451-09184-0)
- (en) Ashley Montagu, Touching : the human significance of the skin, New York, Columbia University Press, 1971 (réimpr. 1978, 1986), 338 p. (ISBN 978-0-231-03488-3, BNF 37468125).
- (en) On being human, New York, Schuman, 1950 (présentation en ligne).
- (en) Ashley Montagu, The nature of human aggression, New York, Oxford University Press, 1976 (ISBN 978-0-19-501822-6)
- (en) Ashley Montagu, The natural superiority of women, New York, Macmillan, 1953 (réimpr. 1962, 1968, 1970), 1re éd. (OCLC 2079797, présentation en ligne).
- (en) Ashley Montagu, Growing young, New York, McGraw-Hill, 1981 (réimpr. 1988, 1989), 306 p. (ISBN 978-0-07-042841-6, LCCN 81008433)
- Living and Loving
- The Peace of The World
- (en) Ashley Montagu, Man's most dangerous myth : the fallacy of race, Walnut Creek, AltaMira Press, 1997 (réimpr. 1952, 1964, 1974), 6e éd., 699 p. (ISBN 978-0-8039-4647-7, BNF 37521888, LCCN 97021132)
- Human Evolution
- The Elephant Man
- Anthropology and Human Nature
- (en) Ashley Montagu, The elephant man : a study in human dignity, Lafayette, La, Acadian House Pub, 1996, 3e éd., 138 p. (ISBN 978-0-925417-17-6, LCCN 95079903).
- (en) Ashley Montagu, The anatomy of swearing, Philadelphia, PA, University of Pennsylvania Press, 2001 (réimpr. 1967, 1968), 370 p. (ISBN 978-0-8122-1764-3, présentation en ligne)
- (en) Ashley Montagu, Statement on race : an annotated elaboration and exposition of the four statements on race issued by the United Nations Educational, Scientific, and Cultural Organization, Westport, Conn, Greenwood Press, 1981, 3e éd., 278 p. (ISBN 978-0-313-22739-4).